# هينهايمر فورست
بَلْدَة هيِنهَايمّر فُورِست (بالأَلمانِيَّة: Gemeindefreies Hienheimer Forst) هي بَلدَة أَلمانِيَّة فِي المَجَال الإِدَارِيِّ الحُرَّ. تقع هيِنهَايمّر فُورِست في مِنطَقَة كلِّهايِم التَّابِعة لمُحافظة باڤارِيا السُّفلى في وِلاَية باڤارِيا في جُمهُوريَّة أَلمَانيَا الاِتّحاديّة بمِساحة تُقَدَّر بحَوالَي 23 كم².

## مَراجع
1. 1 2   https://www.destatis.de/DE/Themen/Laender-Regionen/Regionales/Gemeindeverzeichnis/Administrativ/Archiv/GVAuszugQ/AuszugGV1QAktuell.xlsx?__blob=publicationFile. {{استشهاد ويب}}: |url= بحاجة لعنوان (مساعدة) والوسيط |title= غير موجود أو فارغ (من ويكي بيانات) (مساعدة)